# 胡安三世 (納瓦拉)
胡安三世（西班牙語：Juan III de Navarra；1469年—1516年6月14日），又稱為阿爾布雷特的胡安（西班牙語：Juan III de Albret），是納瓦拉王國依據妻權的配國王；納瓦拉女王凱撒琳的共治者。

## 簡歷
胡安是阿爾布雷特領主阿蘭一世與布盧瓦-布列塔尼的法蘭西絲的兒子。他憑藉與納瓦拉女王凱撒琳的婚姻成為納瓦拉國王與富瓦伯爵，並和她共享權力。然而，他的統治權在1494年前被被凱撒琳的母親——法蘭西的馬格達萊納影響，直到馬格達萊納在1495年逝世；同時亞拉岡的斐迪南二世在納瓦拉的博蒙特黨公開支持下持續在外交和軍事上左右他的統治。
1512年，斐迪南二世強行兼併上納瓦拉地區，因此王室只得在庇里牛斯山以北、下納瓦拉繼續統治。1516年斐迪南二世駕崩，胡安企圖出兵恢復領土，於是召集在貝阿爾恩的軍隊；這些人來自王國本來各個地區，不過總數不及千人。:1不過這個戰爭最後以失敗收場，由於有間諜向西斯內羅斯主教洩漏情報，軍隊在庇里牛斯山被徹底擊敗。
不久，因為這次戰役的失敗，以及外交交涉無果，胡安在同年6月14日在貝阿爾恩病逝。:2在死前，胡安仍試圖要求他的妻子派出使者到卡斯提爾，要求將王國及領土歸還。爾後，由於納瓦拉大部分領土被亞拉岡佔據，他無法如願葬在原首都潘普洛納的潘普洛納主教座堂，而是在萊斯卡的主教堂下葬。隔年，他的妻子凱撒琳也過世，葬在同一個地方。